# ستانتون (كاليفورنيا)
ستانتون (بالإنجليزية: Stanton )‏ هي إحدى مدن مقاطعة أورانج، كاليفورنيا. تم إعطاءها لقب مدينة في 4 يونيو، 1956.

## التركيبة السكانية
حدّد مكتب تعداد الولايات المتحدة بيانات التركيبة السكانية لستانتون في تعداد الولايات المتحدة. في ما يلي، التركيبة السكانية حسب تعدادي 2000 و2010.

### تعداد عام 2000
بلغ عدد سكان ستانتون 37,403 نسمة بحسب تعداد عام 2000، وبلغ عدد الأسر 10,767 أسرة وعدد العائلات 7,804 عائلة مقيمة في المدينة. في حين سجلت الكثافة السكانية 4,657.9 نسمة لكل كيلومتر مربع (12,063.9/ميل2). وبلغ عدد الوحدات السكنية 11,011 وحدة بمتوسط كثافة قدره 1,371.2 لكل كيلومتر مربع (3,551.4/ميل2).
وتوزع التركيب العرقي للمدينة بنسبة 49.57% من البيض و2.27% من الأمريكيين الأفارقة و1.06% من الأمريكيين الأصليين و15.45% من الأمريكيين ذوي الأصول الآسيوية و0.92% من سكان جزر المحيط الهادئ و25.71% من الأعراق الأخرى و5.02% من عرقين مختلطين أو أكثر و48.89% من الهسبانيون أو اللاتينيون من أي عرق.
بلغ عدد الأسر 10,767 أسرة كانت نسبة 47.2% منها لديها أطفال تحت سن الثامنة عشر تعيش معهم، وبلغت نسبة الأزواج القاطنين مع بعضهم البعض 50.2% من أصل المجموع الكلي للأسر، ونسبة 14.8% من الأسر كان لديها معيلات من الإناث دون وجود شريك، بينما كانت نسبة 7.4% من الأسر لديها معيلون من الذكور دون وجود شريكة وكانت نسبة 27.5% من غير العائلات. تألفت نسبة 21.5% من أصل جميع الأسر من عدة أفراد يعيشون في نفس المنزل ونسبة 9.3% كانت تتألف من شخص يعيش بمفرده يبلغ من العمر 65 عاماً أو أكثر. وبلغ متوسط حجم الأسرة المعيشية 3.43، أما متوسط حجم العائلات فبلغ 3.93.
بلغ العمر الوسطي للسكان 30.0 عاماً. وكانت نسبة 30.4% من القاطنين تحت سن الثامنة عشر، وكانت نسبة 10.5% بين الثامنة عشر والرابعة والعشرين عاماً، ونسبة 33.1% كانت واقعةً في الفئة العمرية ما بين الخامسة والعشرين والرابعة والأربعين عاماً، ونسبة 16% كانت ما بين الخامسة والأربعين والرابعة والستين، ونسبة 8.6% كانت ضمن فئة الخامسة والستين عاماً فما فوق. يوجد لكل 100 أنثى 103.0 ذكر، ويوجد لكل 100 أنثى في الثامنة عشر من عمرها فما فوق 100.0 ذكر.
بلغ متوسط دخل الأسرة في المدينة 39,127 دولارًا، أما متوسط دخل العائلة فبلغ 40,162 دولارًا. وكان متوسط دخل الذكور 27,644 دولارًا مقابل 25,995 دولارًا للإناث. وسجل دخل الفرد الخاص بالمدينة 14,197 دولارًا. وكانت نسبة 13.4% من العائلات ونسبة 18% من السكان تحت خط الفقر، وكان من هؤلاء نسبة 22.4% تحت سن الثامنة عشر ونسبة 13.2% في الخامسة والستين من العمر وما فوق.

### تعداد عام 2010
بلغ عدد سكان ستانتون 38,186 نسمة بحسب تعداد عام 2010، وبلغ عدد الأسر 10,825 أسرة وعدد العائلات 8,209 عائلة مقيمة في المدينة. في حين سجلت الكثافة السكانية 4,755.4 نسمة لكل كيلومتر مربع (12,316.4/ميل2). وبلغ عدد الوحدات السكنية 11,283 وحدة بمتوسط كثافة قدره 1,405.1 لكل كيلومتر مربع (3,639.2/ميل2).
وتوزع التركيب العرقي للمدينة بنسبة 44.50% من البيض و2.25% من الأمريكيين الأفارقة و1.06% من الأمريكيين الأصليين و23.13% من الأمريكيين ذوي الأصول الآسيوية و0.57% من سكان جزر المحيط الهادئ و24.29% من الأعراق الأخرى و4.22% من عرقين مختلطين أو أكثر و50.85% من الهسبانيون أو اللاتينيون من أي عرق.
بلغ عدد الأسر 10,825 أسرة كانت نسبة 46.3% منها لديها أطفال تحت سن الثامنة عشر تعيش معهم، وبلغت نسبة الأزواج القاطنين مع بعضهم البعض 51.3% من أصل المجموع الكلي للأسر، ونسبة 16.6% من الأسر كان لديها معيلات من الإناث دون وجود شريك، بينما كانت نسبة 7.9% من الأسر لديها معيلون من الذكور دون وجود شريكة وكانت نسبة 24.2% من غير العائلات. تألفت نسبة 18.1% من أصل جميع الأسر من عدة أفراد يعيشون في نفس المنزل ونسبة 7.8% كانت تتألف من شخص يعيش بمفرده يبلغ من العمر 65 عاماً أو أكثر. وبلغ متوسط حجم الأسرة المعيشية 3.50، أما متوسط حجم العائلات فبلغ 3.90.
بلغ العمر الوسطي للسكان 33.0 عاماً. وكانت نسبة 27.7% من القاطنين تحت سن الثامنة عشر، وكانت نسبة 10.6% بين الثامنة عشر والرابعة والعشرين عاماً، ونسبة 29.6% كانت واقعةً في الفئة العمرية ما بين الخامسة والعشرين والرابعة والأربعين عاماً، ونسبة 22.1% كانت ما بين الخامسة والأربعين والرابعة والستين، ونسبة 10% كانت ضمن فئة الخامسة والستين عاماً فما فوق. وتوزع التركيب الجنسي للسكان بنسبة 49.5% ذكور و50.5% إناث.